# Höchstädt an der Donau
Höchstädt an der Donau é um município da Alemanha, localizado no distrito de Dillingen, no estado de Baviera.